# Desertificazione

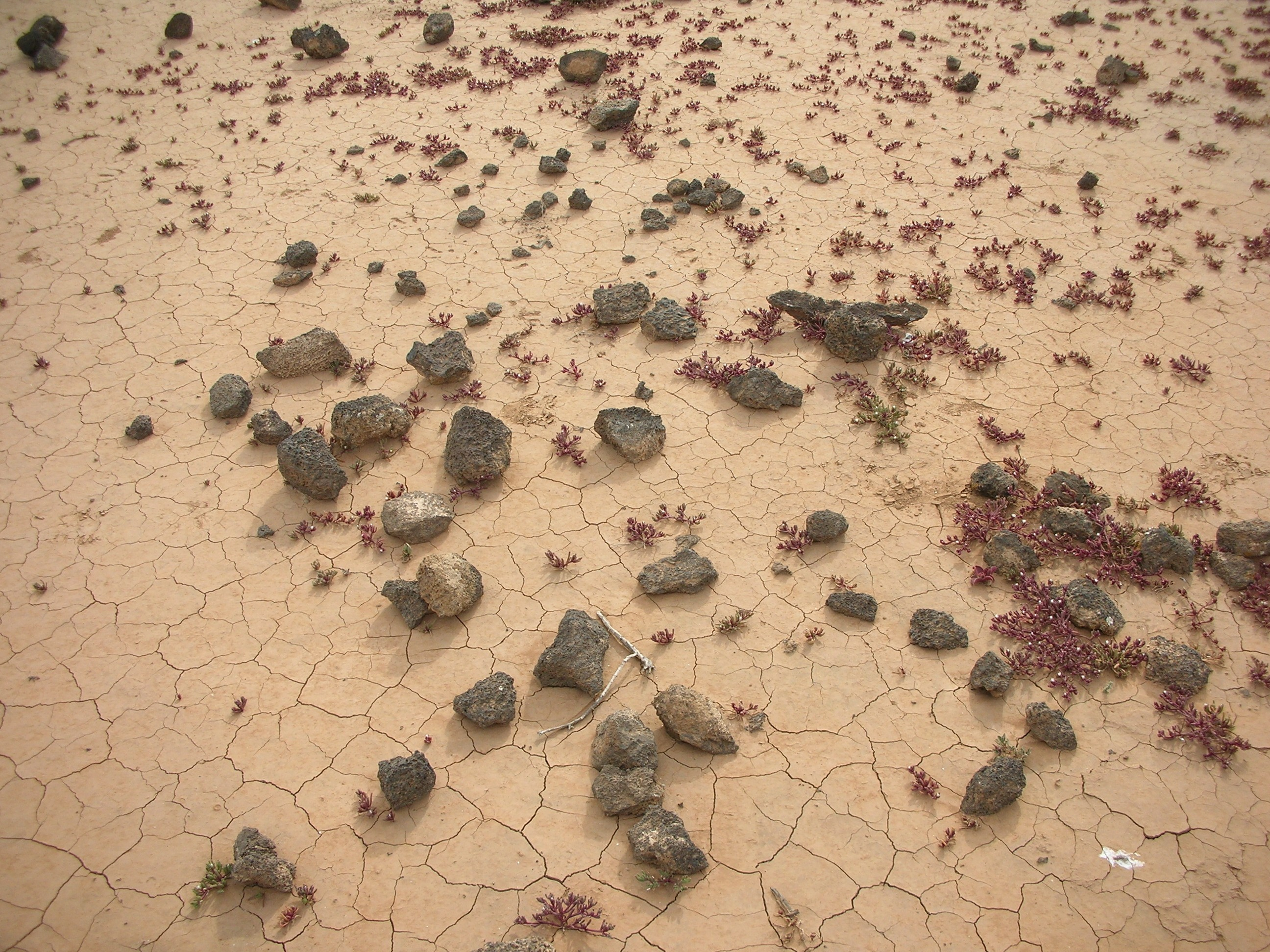
L'aridificazione precede sovente la desertificazione.

La desertificazione è un processo climatico-ambientale, causato da eventi naturali o attività umane, che coinvolge la superficie terrestre portando alla degradazione dei suoli, alla scomparsa della biosfera (flora e fauna) ed alla trasformazione dell'ambiente naturale in deserto.
Tale processo, solitamente irreversibile, interessa tutti i continenti con intensità ed effetti diversi, anche in località balneari. Un processo di desertificazione naturale, strettamente connesso alle dinamiche climatiche, è invece quello che ha dato vita nel corso delle ere geologiche alle attuali aree desertiche del pianeta. La desertificazione spesso ha origine dallo sfruttamento intensivo della popolazione che si stabilisce nel territorio per coltivarlo oppure dalle necessità industriali e di utilizzo per il pascolo. La UNCCD (1994) definisce la desertificazione come “[…] il degrado del territorio nelle zone aride, semi aride e sub umide secche attribuibile a varie cause fra le quali variazioni climatiche e le attività umane".
La desertificazione costituisce un serio pericolo per le regioni aride e secche del pianeta, che formano quasi il 40% delle terre emerse, comprendendo più di 100 paesi con un miliardo di abitanti. Il continente più colpito è l'Africa dove oltre i due terzi delle terre coltivate sono a rischio, ma ciò non toglie che esistano larghe aree degradate anche in Asia, Oceania e America meridionale, e in misura minore in Europa e America settentrionale.

## Descrizione

### Zone interessate dal fenomeno

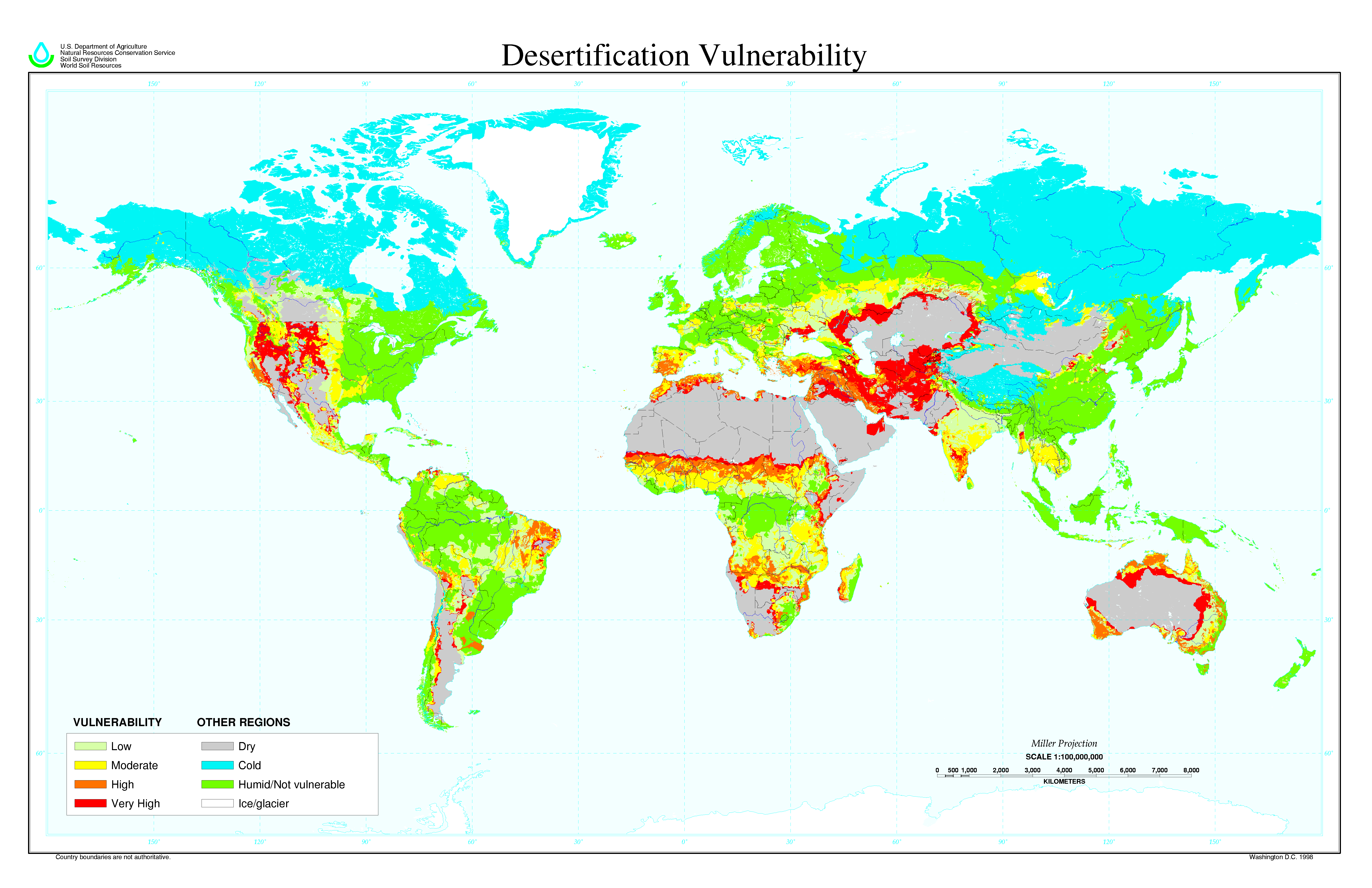
Mappa sul rischio di desertificazione

Nelle zone aride del pianeta oltre il 70% delle aree si trova a rischio (oltre un quarto della superficie terrestre). Siccità e desertificazione trovano la loro causa principalmente nei fattori climatici, ma nelle zone miti, come la fascia mediterranea, la desertificazione è causata principalmente da un uso non sostenibile delle risorse naturali.
Nelle zone temperate, come la zona mediterranea, le zone desertiche si trovano accostate a quelle a rischio.
La degradazione suddetta è spesso legata alle pratiche agricole ed un cattivo uso delle risorse idriche. L'abbandono dei campi in seguito alla crisi dell'agricoltura ha contribuito all'avanzare del problema.
A differenza di quanto si pensi non solo l'agricoltura, spesso ingiustamente demonizzata, è causa di questo degrado, questo è effettivamente causato dall'insieme delle attività produttive, che comprendono il terziario (il turismo), l'industria, le attività estrattive, l'avanzare dell'urbanizzazione con la conseguente cementificazione.

### La desertificazione in Italia
Il recente rapporto sulla situazione ambientale in Italia stilato dall'INEA sottolinea come più del 50% del territorio è stato considerato potenzialmente a rischio. Intere regioni come la Sicilia, Sardegna, Calabria, Basilicata, Puglia e Campania, e parte di altre regioni: Lazio, Toscana, Molise, Marche e Abruzzo.
Inoltre è importante sottolineare che già il 4,3% dell'intero territorio italiano (1,2 milioni di ettari) è già sterile mentre il 4,7% (1,4 milioni di ettari) ha già subito fenomeni di desertificazione. Il principale motivo di questo avanzato deterioramento ambientale si può addebitare anche a fattori ambientali, quali la diminuzione di apporti meteorici, che ha causato minor apporto idrico nella rete idrica superficiale, quali fiumi e laghi.

### Analisi e studi
Storicamente non si era dato molto peso al problema della desertificazione. Recentemente il fenomeno è diventato tristemente famoso a causa di alcune siccità che hanno colpito alcune zone sul confine meridionale del Sahara (siccità del Sahel) intorno agli anni settanta e il Corno d'Africa intorno agli anni novanta causando la morte di più di 100.000 persone.
La comunità internazionale ha da tempo riconosciuto la desertificazione come uno dei maggiori problemi economici, sociali e ambientali in vari paesi del mondo. La desertificazione infatti riduce drammaticamente la fertilità dei suoli e, di conseguenza, la capacità di un ecosistema, seppure in origine desertico o semi-desertico, di produrre servizi. Infatti in alcuni paesi si pratica il rimboschimento di aree desertificate.
Secondo la Convenzione sulla Diversità Biologica i servizi degli ecosistemi sono da considerarsi elementi essenziali per la vita di una comunità sia in paesi industrialmente avanzati sia, e forse in maniera anche maggiore, in paesi in via di sviluppo.
I servizi degli ecosistemi sono generalmente descritti in:
- Servizi di fornitura: ad es. cibo, acqua, legno e fibre;
- Servizi di regolazione: ad es. stabilizzazione del clima, assetto idrogeologico, barriera alla diffusione di malattie, riciclaggio dei rifiuti, qualità dell'acqua;
- Servizi culturali: ad es. i valori estetici, ricreativi e spirituali;
- Servizi di supporto: ad es. formazione di suolo, fotosintesi, riciclo dei nutrienti.

Nel 1977 la Conferenza delle Nazioni Unite sulla Desertificazione (UNCOD, dall'inglese United Nations Conference on Desertification) adottò il «Piano d'Azione per Combattere la Desertificazione» (PACD, dall'inglese Plan of Action to Combat Desertification).
Nonostante gli sforzi compiuti per la realizzazione di questo piano, uno studio dell'UNEP del 1991 concluse che, malgrado si possano registrare alcuni esempi localizzati di successo, il processo di degrado della terra in zone aride, semi-aride e subumide si era generalmente intensificato. Le attività specifiche di questo piano prevedevano, fra le altre, la creazione di filari di alberi, spesso eucaliptus o altre specie aliene alla flora del paese, per frenare l'avanzata del deserto.
Il concetto di desertificazione si è quindi progressivamente evoluto nel corso degli anni nel tentativo di definire un processo che, seppur caratterizzato da cause locali, sta sempre più assumendo la connotazione di un problema globale.
Al «Summit di Rio» si decise inoltre di istituire un "Comitato di Negoziazione Intergovernativo" per preparare, entro il giugno del 1994, una convenzione per combattere la desertificazione in quei paesi che soffrono di gravi siccità, particolarmente in Africa. Il 17 giugno 1994, a Parigi, la UNCCD - United Nations Convention to Combat Desertification in Countries experiencing Serious Drought and/or Desertification, Particularly in Africa (Convenzione per Combattere la Desertificazione in quei Paesi che soffrono di Gravi Siccità, particolarmente in Africa) fu adottata.
La Convenzione è entrata in vigore nel dicembre del 1996, 90 giorni dopo la ratifica del cinquantesimo paese. Ad oggi, la Convenzione conta 191 Paesi e la prima Conferenza delle Parti si tenne nell'ottobre del 1997 a Roma.
La definizione attualmente accettata dalla comunità internazionale è quella proposta dalla UNCCD che definisce la desertificazione come:
(UNCCD)
Il termine desertificazione si configura quindi come un generico degrado delle terre in particolari ambiti climatici, e non necessariamente come l'espansione dei deserti (desertizzazione).

## Cause
Le cause che maggiormente contribuiscono al processo di desertificazione sono molte e complesse e comprendono in generale fattori antropici e fattori ambientali, spesso tra loro combinati.

### Fattori predisponenti
- Ecosistemi delicati;
- Litologia;
- Idrologia;
- Morfologia;
- Scarsa copertura vegetale.

### Fattori antropici
Tra i fattori antropici abbiamo: 
- Deforestazione;
- Agricoltura;
- Urbanizzazione;
- attività estrattive;
- Inquinamento;
- Incendi;
- Sfruttamento non sostenibile delle risorse (es. scarso uso della rotazione delle colture);
- Eccessivo uso di sostanze chimiche che, con il tempo, inquinano le falde acquifere a volte prosciugandole;
- Alcuni complessi meccanismi relativi al commercio internazionale;
- Cattive pratiche di irrigazione e salinizzazione dei suoli;

La progressiva sparizione della striscia di cespugli e arbusti ai margini dei deserti a causa dei pascoli ha permesso la preoccupante l'espansione di questi ultimi.
L'introduzione di nuove tecniche di irrigazione ha consentito la trasformazione di molte zone inadatte all'agricoltura in zone adatte alle coltivazioni; d'altro canto nelle regioni aride soggette a pratiche irrigue è frequente un fenomeno di salinizzazione, questo fenomeno è causato dall'evaporazione dell'umidità dei terreni che per risalita capillare porta in superficie Sali tossici per le colture quali i cloruri. Si contano circa 6 milioni di chilometri quadrati di terre colpite dalla salinizzazione.

### Fattori ambientali
Tra i fattori ambientali figurano quelli strettamente climatici, legati cioè ad anomalie climatiche o a veri e propri mutamenti climatici, e quelli geologici tra i quali si ricordano:
- Riscaldamento globale (variazione delle temperature)
- Siccità prolungate
- Fenomeni di erosione del terreno legati ad eventi atmosferici violenti (es. alluvioni);

L'espansione delle zone desertiche terrestri, intensificatasi soprattutto negli ultimi anni, trova una delle sue maggiori cause, a scala planetaria, nei recenti mutamenti climatici che hanno investito il nostro pianeta; molte tra le emissioni gassose nell'atmosfera contribuiscono al riscaldamento globale attuando l'effetto serra. Anche piccole variazioni delle condizioni ambientali possono a lungo termine mettere in crisi gli ecosistemi, portando alla perdita di biodiversità e in casi peggiori all'inaridimento di vaste zone.

## Rimedi

### Progetti di lotta alla desertificazione
La desertificazione colpisce soprattutto i continenti centro meridionali del globo. La gran parte delle popolazioni più povere vive nelle suddette zone e la loro sopravvivenza è direttamente dipendente dal sovra sfruttamento delle esigue risorse naturali di tali zone.
È interessante notare che anche la UNCCD ammette che anche alcuni parametri sociali e politici contribuiscono significativamente al processo di desertificazione delle terre, fra questi il livello di povertà e l'instabilità politica. 
La convenzione cerca quindi di promuovere azioni locali, possibilmente con idee nuove ed approcci innovativi, e che beneficino di partenariato internazionale. Questo perché i cambiamenti da effettuare sono sia a livello locale che internazionale.
Un fulgido esempio è dato dall'ambizioso progetto atto a tentare di fermare l'avanzata del deserto del Sahara in Africa, approvato a febbraio 2011, a Bonn.
Il progetto coinvolge 11 Paesi sul confine meridionale del Sahara (Senegal, Mauritania, Mali, Burkina Faso, Niger, Nigeria, Mali, Sudan, Eritrea, Etiopia, Gibuti). La zona interessata è la zona di transizione tra il Sahara e le savane. Il progetto prevede la realizzazione di una striscia arborea continua che attraverserà tutto il continente lunga 7000 km e larga 15 che si spera contrasterà l'avanzata del deserto.

### Enti ed iniziative sociali
L'ONU si è impegnata per fronteggiare i problemi legati alla desertificazione in tutto il pianeta. L'assemblea delle Nazioni Unite ha proclamato il 2011 Anno Internazionale delle Foreste, e dal 1994 il 17 giugno è stato dichiarato Giornata mondiale della lotta alla desertificazione.
Dal 2000 191 stati membri delle nazioni unite hanno sottoscritto il Millennium Development Goals (Obiettivi di Sviluppo del Millennio) o MDG, che consiste in una lista di propositi in cui gli stati sottoscriventi si impegnano a raggiungere entro il 2015, fra le quali appaiono nel settimo punto:
“7. Garantire la sostenibilità ambientale 
- 7.A) Integrare i principi di sviluppo sostenibile nelle politiche e nei programmi dei paesi; invertire la tendenza attuale nella perdita di risorse ambientali.
- 7.B) Ridurre il processo di annullamento della biodiversità raggiungendo, entro il 2010, una riduzione significativa del fenomeno.”

A livello mondiale richiamiamo la già citata UNCCD, la Convenzione sulla Lotta alla Siccità e alla Desertificazione delle Nazioni Unite, che rappresenta uno strumento giuridico per oltre 190 paesi impegnati nella lotta alla desertificazione.
Fra gli enti che si occupano del fenomeno a livello nazionale si possono segnalare l'INEA (Istituto nazionale di economia agraria) che pubblica l'atlante nazionale riferito alle aree a rischio di desertificazione, il gruppo “lotta alla desertificazione” dell'ENEA, il cui responsabile è Massimo Iannetta, L'Istituto Sperimentale per lo Studio e la Conservazione del Suolo, che ha sostenuto la realizzazione del muovo atlante sul rischio di desertificazione in Italia. L'agenzia ambientale europea che si è prodigata per la realizzazione di una mappa (scala 1:250000) con la situazione climatica del suolo e vegetativa europea. Sono stati inoltre intensificati gli sforzi a livello locale mediante la creazione di piani particolareggiati locali a più livelli: i PAN (Piani di Azione Nazionali) SRAP (sub regionali) e RAP (regionali).